# Lesli Kay
Lesli Kay (Charleston, 13 giugno 1965) è un'attrice statunitense, vincitrice di un premio Emmy nel 2001.

## Biografia
L'attrice fa il suo debutto in Tv nel 1991 in una puntata del telefilm Hunter. Successivamente è stata protagonista di numerose soap e serie tv. Diventa celebre grazie alla parte di Molly nella soap Così gira il mondo che ha interpretato dal 1997 al 2010, grazie a quella parte vinse un Emmy nel 2001 come miglior attrice non protagonista.
Ha poi interpretato ruoli in General Hospital (2004-2005), nella parte di Lois, CSI: New York (2005), nella parte di Tanya e più recentemente è stata Celeste in Ghost Whisperer (2009).
Dal 2005 fa parte del cast della soap Beautiful, dove interpreta la parte di Felicia Forrester, figlia di Eric e Stephanie. Grazie al ruolo di Felicia si è ritrovata, nel 2007, in nomination per un altro Emmy, senza vincerlo. Nel 2008 ha interpretato Felicia in diversi episodi della soap-gemella Febbre d'amore. Dal 2009 il personaggio è passato in secondo piano, riducendo il personaggio ad apparizioni sporadiche nel 2010, nel 2011, nel 2012, nel 2014 e nel 2016.
Nella sua carriera ha interpretato anche numerosi Film per il Cinema, in particolare ha riscosso successo nel film Attrazione mortale (1997). Nel 2007 è stata diretta da suo marito nel film Shadow People: una commedia indipendente che ha avuto discreto successo in America. Lesli nel film interpretava Gretchen, la protagonista.

## Vita privata
Lesli è sposata dal 2002 con il collega Keith Coulouris (che è anche regista), conosciuto sul set di Così gira il mondo. Hanno due figli: Jackson e Alec.

## Filmografia parziale

### Cinema
- Giochi proibiti (Jeux interdits), regia di René Clément (1995)
- Attrazione mortale (Deadly Charades), (1996)
- Petticoat Planet, (1996)
- Carpool Guy, (2005)
- Shadow People, (2007)
- Anna Nicole, (2007)

### Televisione
- Hunter, (1991)
- Alta marea (Hight Tide), (1996)
- The Big Easy, (1996-1997)
- Così gira il mondo (As the World Turns), (1997–2004, 2009–2010)
- Law & Order - I due volti della giustizia, (2003)
- General Hospital, (2004-2005)
- Beautiful (The Bold and The Beautiful), (2005-2009, 2010, 2011, 2012, 2014, 2016)
- CSI: New York, (2005)
- Febbre d'amore (The Young and The Restless), (2008)
- Ghost Whisperer, (2009)
- Avvocati a New York (Raising The Bar), (2009)
- The Bay, (2010)
- Una madre non proprio... perfetta (The Good Mother), regia di Richard Gabai – film TV (2013)
- Bella e letale (Dirty Teacher), regia di Doug Campbell – film TV (2013)
- Un ammiratore pericoloso, (2017)

## Doppiatrici italiane
Nelle versioni in italiano delle opere in cui ha recitato, Lesli Kay è stata doppiata da:
- Cristiana Lionello in Beautiful (1^ voce), Bella e letale
- Alessandra Korompay in Beautiful (3^ voce), CSI: NY
- Francesca Fiorentini in Beautiful (2^ voce)
- Maria Letizia Scifoni in Ghost Whisperer - Presenze

## Premi

### Emmy Awards
Vinti:
- Miglior attrice non protagonista in una serie drammatica, per Così gira il mondo (2001)

Nomination:
- Miglior attrice non protagonista in una serie drammatica, per Beautiful (2007)

### Soap Opera Digest Awards
Nomination:
- Miglior scene in una soap-opera, per Così gira il mondo (2000)